# Erário
Erário (em latim: Aerarium) era o tesouro do estado na Roma Antiga e, num sentido derivado, as próprias finanças públicas. O termo é derivado de "æs" ("bronze"), cujo sentido secundário é "reserva de moedas". Atualmente o termo indica genericamente as finanças do Estado e de esferas subestatais (governos subnacionais e municipais). Os recursos que constituem o erário são provenientes principalmente dos impostos recolhidos da população. É toda e qualquer contribuição do cidadão para o Estado e, portanto, dinheiro arrecadado pela União.
Erário é o dinheiro que o Governo dispõe para administrar o país, é o conjunto de bens, composto pelos recursos financeiro, tesouro nacional etc.
O erário é controlado pelo Fisco, que é um conjunto de órgãos da administração pública, que tem o objetivo de arrecadar e fiscalizar tributos, portanto é o conjunto de valores pertencentes ao Estado.
Erário público é, na verdade, um pleonasmo, que é uma expressão redundante, que a segunda palavra tem o mesmo sentido que a primeira. Neste caso, se erário já significa o tesouro e bens do Governo, e os recursos financeiros do Estado, obviamente, o erário será sempre público, portanto, não pode existir um erário privado, não sendo assim necessário o uso da palavra público.

## Erário do povo romano
Erário do povo romano (em latim: Aerarium populi Romani) era o tesouro que mantinha o dinheiro e as contas do Estado romano, os estandartes das legiões, as inscrições em bronze das leis públicas, os decretos do Senado Romano e outros documentos e registros considerados importantes. Todos estes itens ficavam armazenados no Templo de Saturno, no Fórum Romano, no sopé da encosta oriental do monte Capitolino. Durante o período republicano, este tesouro era responsabilidade dos questores, que eram, por sua vez, supervisionados pelo Senado. Este arranjo permaneceu até 28 a.C. (exceto em 43 a.C., quando nenhum questor foi escolhido), quando Augusto transferiu o erário para o comando de dois prefeitos do erário escolhidos anualmente pelo Senado entre os senadores de status pretoriano. Em 23, eles foram substituídos por dois pretores de fato (conhecidos como pretores do erário), selecionados por sorteio. Cláudio, em 44, restaurou o papel dos questores, mas determinou que eles fossem escolhidos pelo imperador diretamente para mandatos de três anos. Em 56, Nero os substituiu por dois ex-pretores escolhidos da mesma forma.

## Erário santo
Erário santo (em latim: Aerarium sanctius) era um fundo de reserva especial, também guardado no Templo de Saturno, cuja origem provavelmente eram espólios de guerra. Mais tarde, ele passou a ser preenchido por um imposto de 5% sobre o valor de todos os escravos libertados. Esta fonte de receita criada pela lex Manlia em 357 a.C. só podia ser utilizado em caso de extrema necessidade.
No período imperial, o Senado continuou a gerenciar, pelo menos nominalmente, o erário e o imperador contava com um oficial financeiro diferente, chamado fiscus. Porém, com o passar do tempo e conforme crescia o poder dos imperadores, sua jurisdição se ampliou e o poder do Senado deixou de ter qualquer relevância nos assuntos financeiros.

## Erário militar
Além de criar a posição do fiscus, Augusto também criou, em 6 d.C., um erário militar (em latim: Aerarium militare) para servir como um fundo de aposentadoria dos legionários veteranos. Este fundo era preenchido principalmente pelo próprio imperador, mas também recebia recursos de novos impostos, como o imposto sobre heranças (em latim: Vicesima hereditatium) e um imposto sobre o valor de venda nos leilões. A administração deste erário era responsabilidade de três prefeitos do erário militares (em latim: praefecti aerarii militaris), escolhidos inicialmente por sorteio, mas depois nomeados pelo imperador entre os senadores de status pretoriano para mandatos de três anos.

## Tribuno erário
Supõe-se que os tribunos erários (em latim: tribuni aerarii) tenham sido oficiais que, durante a vigência da constituição serviana, coletavam o imposto de guerra (tributum) das tribos e o imposto per capita sobre os erários (em latim: aerarii), idênticos aos chamados curadores das tribos (em latim: curatores tribuum). Eles também atuariam como pagadores dos equestres e dos soldados voluntários de cada tribo. Pela Lex Aurelia iudiciaria (70 a.C.), a lista de judices era composta por senadores, equestres e tribunos erários. Se estes seriam sucessores dos antigos tribunos erários ou uma nova classe ligada aos equestres (ou idêntica a eles), não se sabe.
Segundo Theodor Mommsen, os tribunos erários eram equestres que não dispunham de um cavalo. Eles foram removidos da lista de judices por Júlio César, um ato desfeito mais tarde por Augusto. Segundo Madvig, os tribunos erários originais não eram oficiais, mas cidadãos privados muito ricos, muito diferentes dos curadores das tribos, que realizavam certas funções financeiras ligadas às suas próprias tribos. Nesta hipótese, como foi o caso dos equestres, o sentido do termo foi mais tarde ampliado para incluir os que possuíam uma certa quantidade de posses suficiente para que servissem como tribunos erários.

## Público
Antes do decenvirato (451 a.C.), existia em Roma uma instituição romana conhecida como Público (em latim: Publicum). As fontes registram várias ocasiões nas quais os patrícios enfureceram os plebeus por terem depositado os espólios de guerra no Público ao invés do Erário, como no caso de Quinto Fábio Vibulano depois de sua vitória sobre os volscos e équos em 485 a.C. Mais tarde, alguns historiadores defendem que o Público passou a ser um fundo administrado pelos patrícios, mas esta tese não é consensual.